# オリンピックのサントメ・プリンシペ選手団
オリンピックのサントメ・プリンシペ選手団（オリンピックのサントメ・プリンシペせんしゅだん）は、1996年アトランタオリンピックで初出場。夏季大会ではアトランタ大会以降毎回出場している。2016年現在、冬季大会には一度も出場していない。また、これまでにメダルを獲得したサントメ・プリンシペ選手はいない。
サントメ・プリンシペの国内オリンピック委員会は1979年設立。1993年に国際オリンピック委員会に承認された。

## メダル獲得数一覧

### 夏季オリンピック
| 大会名                | 金 | 銀 | 銅 | 計 |
| 1996 アトランタ       | 0  | 0  | 0  | 0  |
| 2000 シドニー         | 0  | 0  | 0  | 0  |
| 2004 アテネ           | 0  | 0  | 0  | 0  |
| 2008 北京             | 0  | 0  | 0  | 0  |
| 2012 ロンドン         | 0  | 0  | 0  | 0  |
| 2016 リオデジャネイロ | 0  | 0  | 0  | 0  |
| 2020 東京             | 0  | 0  | 0  | 0  |
| 2024 パリ             | 0  | 0  | 0  | 0  |
| 合計                  | 0  | 0  | 0  | 0  |